# Pietralunga
Pietralunga est une commune de la province de Pérouse, dans la région Ombrie, en Italie.

## Géographie
Pietralunga est un bourg médiéval qui a conservé son aspect original, situé sur une colline à 566 m d'altitude à 19 km au nord-ouest de Gubbio.  

## Histoire
Bien que des pièces d'origine préhistorique aient été trouvées sur le site, le centre urbain du nom de « Tufi » a probablement été fondé par les antiques peuples ombriens de la région. Par la suite sous domination romaine comme l'atteste la présence de nombreuses villas romaines, aqueducs, fistulae acquariae, monnaie et routes (diverticula),  le centre de « Forum Julii Concupiensum » a vu l'affirmation du christianisme.
Détruite lors des invasions barbares, le centre urbain a été reconstruit au cours des VIe et VIIe siècles à l'endroit actuel sous le nom de « Plebs Tuphiae » et une forteresse lombarde à base pentagonale fut érigée au VIIIe siècle et par la suite plusieurs fois modifiée.
Du XIe au XIVe siècle dont le nom était devenu « Pratalonga » était une commune libre avec ses statuts et son cadastre. 
À la fin du XIVe siècle, elle s'allie avec la ville voisine de Città di Castello dont elle devient partie du territoire.
En 1817, la ville est élevée au rang de commune sous administration pontificale et rejoint finalement le royaume d'Italie en 1860.
Au cours de la Seconde Guerre mondiale, le lieu est le siège un actif maquis de résistants la « Brigata Proletaria d'Urto San Faustino » qui a valu à la ville la médaille de bronze de la valeur militaire.

## Économie
- Tourisme
- Agriculture biologique, truffes, champignons, pomme de terre de Pietralunga.
- Élevage ovin, bovin (Chianina).
- Artisanat, petite industrie.

## Culture
- Pieve de Pietralunga (Martyre de saint Sébastien, fresque de Raffaellino del Colle)
- Sanctuaire de la Madone des Remèdes,
- Pieve dei Saddi
- Ruines de villas romaines,
- Fossiles de la période miocène,
- Centre de la faune et de la Vénerie.
- Le Musée Naturaliste, frazione Candeleto.

## Fêtes, foires
- Mostra mercato del tartufo e della patata bianca (octobre)
- Palio della mannaja (août).

## Administration
| Période        | Période  | Identité   | Étiquette                             | Qualité |
| -------------- | -------- | ---------- | ------------------------------------- | ------- |
| 2009/2014/2019 | En cours | Mirko Ceci | liste civique Insieme per Pietralunga |         |

### Hameaux
Aggiglioni, Castelfranco, Castelguelfo, Collantico, Corniole, Piscinale, Pieve de' Saddi, Salceto Lame, San Biagio, San Faustino.

### Communes limitrophes
Apecchio, Cagli, Città di Castello, Gubbio, Montone, Umbertide.

## Jumelages
- Grèce, Falani (Φαλάνη), 1989 ;
- France, Pérenchies.